# Корсет Шено

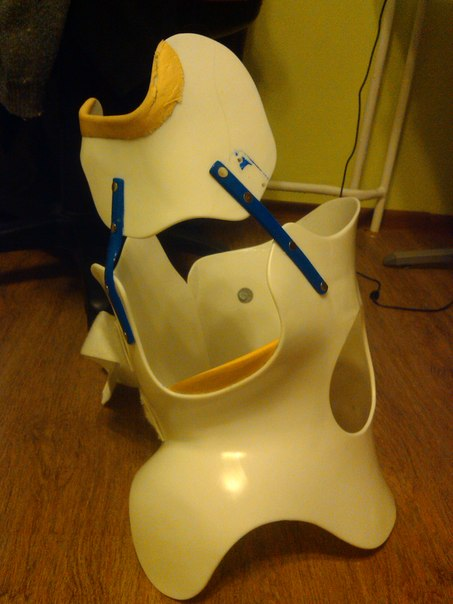
Корсет Шено з встановленим пелотом в поперековому відділі та додатковим підняттям плеча

Корсет Шено — ортопедичний корсет, активно-коригувальний технічний пристрій, виглядає як жорстка гільза. Має деталі кріплення, тазовий посадковий контур, а також додаткові пристосування (шини, милички, пелоти). Корсет Шено призначений для корекції та відновлення функцій при захворюваннях хребта (найчастіше при сколіозі). Цей пристрій був винайдений на початку 70-х років XX століття колишнім військовим французьким лікарем Жаком Шено (фр. Jacgues Cheneau).

## Принцип дії
Принцип корсетотерапії Шено заснований на концепції Е. Аббота (1912 рік), яка тисне на опуклі шляхом їхньої деформації, а також на тренує дихання для корекції втягнутих ділянок в зонах розширення. Загалом створюється система 48 зон корекції. Корсет Шено діє на тіло пацієнта в трьох площинах: фронтальній, сагітальній і горизонтальній (Анатомічна термінологія розташування). Це дозволяє уникнути зниження фізіологічних показників функцій зовнішнього дихання, а також атрофії м'язів.

## Зовнішній вигляд

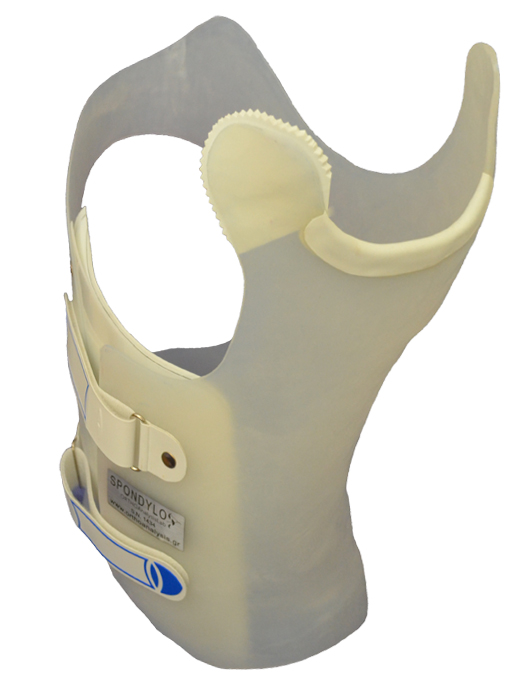
Варіант корсета Шено

Корсет Шено виготовлений з термопластичних матеріалів (пластик, поліетилен) і виглядає як жорстка гільза. Всередині неї розташовані зони тиску, протилежно яким розташовані зони розширення з отворами (камерами). Завдання цих камер — приймання тканин, які будуть зміщуватися у потрібному напрямку в процесі коригування. Застібається корсет з допомогою ременів (липучок). У більшості випадків пацієнту підіймають плече для потрібної пози корекції.

## Процес лікування
Корсет рекомендується носити на тоненькій футболці. Використання майки може привести до натирання під пахвою. Надягають корсет в положенні стоячи, але застібають лежачи, що допомагає розвантажити хребет і прийняти найбільш правильне його положення.
Після отримання виробу пацієнт проходить процес звикання, щодня додаючи час перебування в корсеті. В кінці потрібно за 1-3 тижні носити корсет 18-23 годин на добу. При використанні корсета необхідно постійно стежити за шкірою, обробляти спиртом. Рекомендується знаходиться в корсеті 23 години на добу. Зазвичай звикання після отримання виробу становить один тиждень.
Під час всього носіння пацієнт повинен відвідувати ортопеда й ортезиста принаймні один раз в три місяці для корекції корсета і відстеження прогресії за допомогою рентгенологічного та біомеханічного досліджень. За необхідності (один раз в шість місяців або раз на рік, в залежності від темпів зростання і прогресії в лікуванні захворювання) відбувається заміна корсета. Тривалість носіння корсета і застосування додаткових методів лікування (вид лікувальної фізкультури, плавання, гімнастика Шрот і т. д.) визначається лікарем індивідуально для кожного пацієнта з урахуванням зрілості кісток (Тест Ріссера), тяжкості деформації і її прогресії.
За позитивного результату такого консервативного лікування і закінченого кісткового росту пацієнт проходить відвикання від корсета. Лікування корсетом триває до зупинки зростання і зміцнення кісток. Для кожної людини термін носіння корсета підбирається індивідуально.

## Виготовлення корсета
До виготовлення корсета повинен бути зроблений рентгенологічний знімок та проведені необхідні вимірювання. Потім для пацієнта виготовляється індивідуальний гіпсовий зліпок, знятий з його тіла (ця процедура називається гіпсування), за яким в майстерні ортезист і робить пластмасову заготівлю корсета. Існує метод виготовлення корсета шляхом 3D-сканування тулуба замість зняття гіпсового зліпка і подальше виготовлення корсета на підставі віртуальної моделі тулуба. Готовий корсет завжди остаточно підганяється під пацієнта під час примірки й потім коригувальна функція корсета оцінюється лікарем.

## Показання до призначення корсета Шено
- Наявність у пацієнта на свіжих знімках сколіотичної дуги в 18-60° за Коббом (переважно з тестом Ріссера менше ніж 5).
- Наявність у пацієнта патологічного кіфозу.
- Необхідність насіння корсета (передопераційна підготовка).
- Необхідність насіння корсета (підтримувальна терапія після операції).

## Протипоказання
- Шкірні захворювання таза й тулуба пацієнта.
- Функціональні та дегенеративні порушення дихальної, кістково-м'язової та серцево-судинної систем, які не можуть допустити будь-яких механічних впливів на тіло.